# Robert William Thomson
Robert William Thomson (Stonehaven, Kincardineshire, Escòcia, batejat el 26 de juliol de 1822 – 8 de març de 1873), nascut a va ser l'inventor del pneumàtic de les rodes.
Robert va ser l'onzè de 12 germans d'un moliner de llana. Va deixar l'escola als 14 anys per anar a viure amb un oncle a Charleston, Carolina del Sud on va ser aprenent d'un mercader. Dos anys més tard tornà al seu país i estudià de forma autodidacta química, electricitat i astronomia. També va ser aprenent d'enginyeria a Aberdeen i Dundee abans d'unir-se a una companyia d'enginyeria civil a Glasgow. Treballà en la millora del ferrocarril. Thomson amb només 23 anys patentà el pnumàtic. El seu pneumàtic era una banda buida de goma de l'Índia] inflada amb aire per amortir l'impacte de la roda amb el sòl, se'n va dir "Aerial Wheels" i es va provar al Regents Park de Londres el març de 1847 en diversos carruatges tirats per cavalls. No va ser fins 43 anys més tard quan el pneumàtic es va aplicar a la bicicleta per part de John Boyd Dunlop. Dunlop va obtenir una patent el 1888, però dos anys després va quedar invalidada perquè la patent de Thomson era anterior.

## Patents i desenvolupaments
- Pneumàtic[4]
- Ploma d'escriure que s'omplia automàticament
- Millores en aplicar energia motriu
- Dividir substàncies dures com la roca i el carbó
- Bullidors de vapor
- Millores en aparells de vapor
- Autobusos de vapor
- Aplicació del vapor en la llaurada
- Rodes elàstiques de goma
- Vapors de carretera
- Vapors en tramvies
- Bandes elàstiques.